# Bezujno
Bezujno je naseljeno mjesto u općini Čajniču, Republika Srpska, BiH. Nalazi se uz granicu s Crnom Gorom, na obalama rječice Bezujanke.
Godine 1985. pripojeno mu je naselje Medoševići (Sl.list SRBiH, br.24/85).

## Stanovništvo
| Narod     | Popis 1961. | Popis 1971. | Popis 1981. | Popis 1991. |
| --------- | ----------- | ----------- | ----------- | ----------- |
| Hrvati    | 1           |             |             |             |
| Muslimani | 73          | 54          | 32          | 30          |
| Srbi      | 25          | 40          | 43          | 107         |
| ostali    | 1           | 2           |             |             |
| Ukupno    | 99          | 94          | 77          | 138         |